# Сан Вито (Асколи Пичено)
Сан Вито (итал. San Vito) насеље је у Италији у округу Асколи Пичено, региону Марке.
Према процени из 2011. у насељу је живело 13 становника. Насеље се налази на надморској висини од 470 м.